# Carlos Ferraro
Carlos Alfonso "Chato" Ferraro (San Salvador de Jujuy 21 de mayo de 1953-San Salvador de Jujuy,[cita requerida] 11 de agosto de 2025) fue un periodista, escritor y político argentino que ejerció como gobernador de la Provincia de Jujuy entre 1996 y 1998.

## Biografía
Se graduó de Licenciado en Ciencias de la Información en la Universidad Nacional de La Plata. Editó varios libros de cuentos y poemas, entre los que cabe mencionar "Azuledades" (1979), y "Don Cucha" (1983).
Fue jefe de prensa en la Universidad Nacional de Jujuy, jefe de redacción del Diario "Pautas", y fue conductor televisivo de periodístico político. También dirigió un programa televisivo de difusión turística de su provincia.
En las elecciones de octubre de 1995, acompañó al senador nacional Guillermo Eugenio Snopek como candidato a vicegobernador de la provincia de Jujuy, obteniendo la victoria y asumiendo el cargo el 10 de diciembre de ese año. En febrero del año siguiente, Snopek falleció en un accidente automovilístico, lo que obligó a Ferraro a asumir el gobierno provincial el día 24 de febrero.
Su gobierno se vio convulsionado por la lucha gremial que enfrentaba la política neoliberal. La división del partido gobernante, el Partido Justicialista, le impidió sostenerse en un puesto claramente inestable, por lo que presentó su renuncia el 26 de noviembre de 1998. Fue sucedido por el diputado provincial Eduardo Fellner.
Luego de atravesar por una grave enfermedad, falleció el 11 de agosto de 2025, a los 72 años.